# Lista de canais de televisão na Bielorrússia
Abaixo você encontrará uma lista de estações de televisão que transmitem na Bielorrússia.

## Canais de televisão
| Proprietário | Nome (cirílico)                        | Fundado   | Notas |
| --- | -------------------------------------- | --------- | --- |
| Belaruskaja Tele-Radio Campanija                                                                                | Belarus-1                              | 1956      | Primeiro canal nacional                                                                                     |
| Belaruskaja Tele-Radio Campanija                                                                                | Belarus-2                              | 2003      | Segundo canal nacional                                                                                      |
| Belaruskaja Tele-Radio Campanija                                                                                | Belarus-3                              | 2013      | Terceiro canal nacional                                                                                     |
| Belaruskaja Tele-Radio Campanija                                                                                | Belarus-4                              | 2015      | Canal regional                                                                                              |
| Belaruskaja Tele-Radio Campanija                                                                                | Belarus-5                              | 2013      | Canal de esportes                                                                                           |
| Belaruskaja Tele-Radio Campanija                                                                                | Belarus-24                             | 2005      | Canal satélite                                                                                              |
| Belaruskaja Tele-Radio Campanija                                                                                | NTV-Belarus                            | 2006      | versão localizada do NTV (Rússia)                                                                           |
| Ministério da Informação da Bielorrússia - 51%; Bielorrússia - 29%; «Fábrica de tecnologia da informação" - 20% | ONT (Агульнанацыянальнае тэлебачаньне) | 2002      | versão localizada do Piervy Kanal                                                                           |
| Governo de Minsk                                                                                                | STV (Сталічнае тэлебачаньне)           | 2001      | Notícias, assuntos locais da região de Minsk, entretenimento em geral. Repassa programas de REN TV (Rússia) |
| Governo de Minsk                                                                                                | Belarus RTR                            | 2008      | versão localizada do RTR Planeta (Rússia)                                                                   |
| MIR State Broadcasting                                                                                          | MIR                                    | 2003      | |
| Telewizja Polska                                                                                                | Belsat TV (Белсат TV)                  | 2007      | Canal independente                                                                                          |
| Telecom-Garant                                                                                                  | Skif                                   | 1992      | rede de televisão regional                                                                                  |
| BelMuzTV holding                                                                                                | BelMuzTV                               | 2006      | Canal de música e entretenimento. Retranslaciona programas de TNT4 (Rússia) e Muz TV (Rússia)               |
| BelMuzTV holding                                                                                                | TNT-International (Bielorrússia)       | 2015      | localized version of «TNT-International Europe» (Russia)                                                    |
| Dobrovidenie (2002-2010), Muzikalniy canal (2011-)                                                              | First Music Channel                    | 2002/2011 | Canal de musica                                                                                             |
| Dobrovidenie | VTV                                    | 2010      | Entertainment channel                                                                                       |
| 8 Kanal | 8 Kanal (8 канал)                      | 1996/2002 | Canal de entretenimento                                                                                     |
| Cosmos TV | Minsk TV (Мінск TV)                    | 2015      | Canal documental                                                                                            |